# Anne-Christina Lindvall
Anne-Christina Lindvall, född 1943 i Kalmar, är en svensk textilkonstnär och tecknare
Bland hennes offentlig arbeten märks utsmyckningar för Värnhems sjukhus i Malmö, Hässleholms lasarett, Skånska banken Vetlanda och Scan-Väst i Göteborg. Hennes konst består av surrealistiska textila bilder med ett starkt symboliskt innehåll samt teckningar. Lindvall är representerad vid Malmöhus läns landsting, Blekinge läns landsting och Norrbottens läns landsting, 